# Siège de Carmona (763)
Tentative de conquête Abbasside d'Al-Andalus
Le siège de Carmona a lieu en Espagne, en 763, et oppose l'Émirat omeyyade de Cordoue à une armée d'invasion Abbasside. Cette bataille consolide l'indépendance d'Al-Andalus dirigée par la dynastie Omeyyade face au Califat Abbasside.

## Contexte
Al-Alā ibn Mughīth (arabe : الأعلى بن مغيث), appelé diversement al-Yaḥṣubī, al-Ḥaḍramī ou al-Judhāmī, est le gouverneur  d'al-Andalus nommé par les Abbassides en opposition à la dynastie des Omeyyades de Cordoue en 763.
Les chroniques ne sont pas d'accord sur les origines d'al-Alā ibn Mughīth. Les Fatḥ al-Andalus, Ibn al-Athīr, al-Nuwayrī et al-Maḳḳarī affirment qu'il est originaire d' Ifriqiya (Tunisie) et envoyé en Espagne par le calife Abbasside al-Manṣūr. D'autre part, les Akhbār majmūʿa, Ibn al-Ḳūṭiyya et Ibn ʿIdhārī affirment qu'il est originaire de Beja dans le sud-ouest d'al- Andalus, où il occupe le poste local de « riyāsa » (direction politique et militaire) . L'historien Roger Collins penche pour l'idée qu'il est un étranger envoyé par le calife . Maribel Fierro est d'avis que les chroniques ultérieures confondent Ibn Mughīth avec son successeur, lui concoctant ainsi une origine africaine .
Al-ʿAlāʾ ibn Mughīth installe son gouvernement en 763 à Beja, où il a le soutien du jund égyptien local (division de l'armée arabe). Bien que l'historiographie islamique et bien d'autres historiographies modernes traitent cet événement comme une rébellion interne contre les Omeyyades ; il est plutôt considéré comme un conflit d'autorité légitime entre deux lignées califales rivales. Le succès temporaire d'Ibn Mughīth est la preuve qu'il existe un soutien à la revendication Abbasside en al-Andalus.

## Bataille
L'émir omeyyade Abd al-Raḥmān Ier évite une bataille rangée avec son rival et abandonne même sa capitale, Cordoue, pour la forteresse de Carmona. Al-Alā ibn Mughīth assiége la ville pendant deux mois, ce qui suggère que les forces dont dispose Abd al-Raḥmān Ier ne sont pas importantes. De nombreux dirigeants andalous doivent attendre le résultat du conflit avant de décider quel camp soutenir . Le jund syrien de Séville, qui compte des membres Yaḥṣubī, est peut-être passé du côté de Ibn Mughith. Selon l'Akhbār majmūa, le jund palestinien sous Ghiyāth ibn Alḳama al-Lakhmī marche depuis Sidonia pour rejoindre le siège mais est intercepté par une armée dirigée par Badr, un affranchi d'Abd al-Raḥmān, qui négocie son retrait .
Le siège se termine lorsqu'une sortie opportune des défenseurs prend les assiégeants au dépourvu. Ibn Mughīth et les autres dirigeants Abbassides sont tués dans les combats. Sa tête est secrètement envoyée à Kairouan en guise d'avertissement aux autres futurs gouverneurs Abbassides. Certaines sources l'envoient, de manière moins plausible, à La Mecque .

## Conséquences
Après avoir reçu la preuve de la défaite d'al-Ala en al-Andalus, al-Mansur aurait haleté : « Dieu soit loué d'avoir placé une mer entre nous ! ». Al-Mansur déteste, et pourtant apparemment respecte Abd al-Rahman à un tel degré qu'il le surnomme le « Faucon de Quraysh » (les Omeyyades étant issus d'une branche de la tribu Quraysh).
Malgré une victoire aussi éclatante, Abd al-Rahman doit continuellement réprimer les rébellions en al-Andalus. Diverses tribus arabes et berbères se battent pour le pouvoir, certaines villes tentent de faire sécession, et même des membres de la famille d'Abd al-Rahman tentent de le renverser. Au cours d'une grande révolte, les dissidents tentent même de marcher sur Cordoue. Cependant, Abd al-Rahman Ier réussi toujours à écraser toute opposition en traitant sévèrement les dissidents en al-Andalus.